# Valentín de Foronda
Valentín Tadeo de Foronda y González de Echavarri (Vitoria, Álava, 14 de febrero de 1751 - Pamplona, 24 de diciembre de 1821) fue un economista y escritor ilustrado español.

## Biografía
De familia noble y acaudalada, era hijo de Luis Antonio de Foronda, caballero de la Orden de Santiago que había hecho fortuna en una juvenil emigración al Perú y consiguió el empleo de tesorero general de la Santa Cruzada en el obispado de La Paz. Su madre, Catalina de Echavarri, provenía de otra familia prestigiosa, pues era hija de un secretario del Consejo del rey y regidor perpetuo de Vitoria. La familia tenía propiedades importantes e intereses comerciales en la Compañía de Caracas. En 1777 Valentín fue nombrado juez de policía de Vitoria e intervino activamente en la creación de un Hospicio que aportase mano de obra barata para la fabricación de paño y regenerase al mismo tiempo a las víctimas de la pobreza. Participa en la creación del Banco de San Carlos con su amigo Francisco Cabarrús, el principal impulsor del proyecto, y también de la Compañía de Filipinas. Es miembro de la Real Sociedad Bascongada de Amigos del País, pero se siente incómodo en ella y la abandona, aunque frecuenta a sus miembros y mantiene estrecho contacto con ella. En 1782 se traslada a una casa de Vergara. Viaja a Italia, Flandes, Gran Bretaña y Alemania y entabla amistad con los profesores extranjeros del Seminario Patriótico, con lo que accede a bibliografía extranjera difícil de hallar en España. Su afición al estudio le transforma en un polígrafo interesado por numerosos temas. Publica habitualmente en la prensa periódica (Diario de Madrid, Diario de Zaragoza, Semanario de Salamanca etc.). Publica obras de química, lógica (traduce y adapta en diálogo la Lógica de Condillac en 1794, a fin de educar en ella a su hijo, según hace constar en el prólogo de la obra), economía y política. Fue elegido miembro de las sociedades económicas de Zaragoza y Valladolid, de la de Ciencias Naturales de Barcelona, de la Academia Real de Ciencias y Artes de Burdeos y posteriormente de nada menos que la American Philosophical Society de Philadelphia, fundada por Benjamín Franklin.
Con anterioridad a 1789, el contenido político y económico de las propuestas de Foronda es relativamente moderado, pero, después de esa fecha, evoluciona hacia el más puro liberalismo. Hasta 1789 se van reflejando en su obra las ideas de Montesquieu, Coyer y el humanismo de Filangieri, Hume y Brissot de Warville. Pero en 1788 y 1789 empieza a publicar una serie de cartas en el Espíritu de los mejores diarios en la que da el gran salto hacia la aceptación plena y radical de los principios económicos liberales. Estas cartas fueron reeditadas en Madrid (primer tomo, 1789; segundo, 1794; después reimpresos en 1799) y Pamplona (1821) bajo el título Cartas sobre los asuntos más exquisitos de la economía política. Es una gran crítica al intervencionismo estatal y refleja con hondura las preocupaciones de las clases burguesas españolas de un modo que es imposible encontrar en escritos anteriores. Allí afirma: "Los derechos de propiedad, libertad y seguridad son los tres manantiales de la felicidad de los estados". En dichas cartas cita las obras de Davenant, John Locke, Adam Smith, Accarias de Serionne, Nicolás Donato, Forbonnais, Graslin, Herbert, Necker, Plumard de Dangeul, la Encyclopédie Méthodique, etc.). En realidad, su pensamiento está formado en la escuela fisiocrática de François Quesnay y el iusnaturalismo, a través de las relaciones que tuvo con Burdeos y con Guillaume Grivel, abogado y fisiócrata tardío afincado allí, pero se separa de dicha doctrina en puntos muy importantes. Rechaza la descripción del orden social físico de esta escuela y se niega a aceptar algunos de los principios analíticos de la misma (impuesto único sobre la tierra y el gran cultivo, por ejemplo) y las políticas derivadas de los mismos. Por otra parte, interpreta el principio de seguridad según las ideas de Holbach y de Grivel. Por eso critica el despotismo y defiende los derechos políticos del ciudadano y la primacía de la soberanía popular sobre la real.
Se ganó rápidamente enemigos por sus ideas; fue multado y obligado a abandonar Vergara por practicar con su hijo Fausto la inoculación de la viruela, y fue denunciado a la Inquisición por leer libros prohibidos; además el inquisidor Juan Francisco Torrano le acusó de connivencia con los franceses durante la Guerra de la Convención y la ocupación de Guipúzcoa. La represión auspiciada por Floridablanca le hizo, pues, callar en cuestiones político-económicas entre 1789 y 1797, más o menos. En 1781 publica sus Cartas sobre la policía. Consiguió el cargo de cónsul general en Filadelfia en 1801. En 1807 asume además el puesto de encargado de asuntos económicos del reino de España en Estados Unidos por el regreso del embajador. En Filadelfia publica unas interesantes Observaciones sobre algunos puntos de la obra de Don Quijote, 1807, aunque le pone pie de imprenta en Londres y lo firma T. E. (sus segundos nombre y apellido, Tadeo Echavarri), temeroso de la crítica cervantófoba que vuelca en esta obra; las cartas habían empezado a redactarse en 1793 en Vergara y reprochan a la obra no ser todo lo edificante ni decorosa que es recomendable, así como ciertas flojedades e incorrecciones de estilo, en lo que el mismo autor reconocía no conocer suficientemente la lengua de la época; parte de esas acusaciones fueron después rebatidas por Diego Clemencín. Harto de la camarilla de Casa-Irujo y las dificultades que le ponen para poder solucionar los problemas que provoca el comercio español con los Estados Unidos, solicita su retorno a España y lo obtiene en 1809. En otro panfleto anónimo defiende la necesidad de abandonar las colonias españolas. (Carta sobre lo que debe hacer un príncipe que tenga colonias a gran distancia, Filadelfia, 1803). También publicó allí Cartas presentadas a la Sociedad Filosófica de Philadelphia, 1807. Tras la invasión francesa y unos momentos de indecisión, en los que se le llegó a acusar de jacobino, en vísperas de su llegada a Cádiz publica en Filadelfia unos Apuntes ligeros sobre la Nueva Constitución proyectada por la Majestad de la Junta Suprema de España y reformas que intenta hacer en las leyes, que merecieron los elogios de Jefferson. En tal escrito defiende un gobierno constitucional con separación de poderes, la soberanía del pueblo y las libertades individuales frente al despotismo. Entre 1809 y 1811 publica diversos panfletos sobre temas constitucionales (Cartas sobre varias materias políticas, Santiago, 1811, Ligeras observaciones sobre el proyecto de Nueva Constitución, La Coruña, 1811, etc.). En estos escritos denuncia una constitución que no especifica claramente los derechos individuales, otorga excesivos poderes al rey y no separa los espacios político y religioso.
En La Coruña pasó más de cuatro años y allí se ganó con sus escritos críticos contra el Antiguo Régimen la enemiga de la iglesia gallega (que llegó a acusarle desde los púlpitos) y de los absolutistas (el alcalde coruñés y otros sectores conservadores). Sus ideas se vertían en El Patriota Constitucional, El Ciudadano por la Constitución y la Gaceta Marcial y Política. En dichos periódicos combate la tortura, la Inquisición, los abusos del clero gallego, la falta de garantías procesales en los pleitos, etc. Escribió además unas Cartas sobre la obra de Rousseau titulada Contrato social, La Coruña, 1814. Muchos folletos se publicaron entonces contra él. La reacción de los Persas le escogió como una de sus mejores dianas y fue apresado en un viaje que hizo a Madrid. Conducido a La Coruña, es condenado a diez años de confinamiento en Pamplona; allí, en el entorno de los Vidarte, transcurren sus últimos años sin que cejaran sus empeños de transformar la sociedad española, colaborando en las Cortes de Navarra habidas en 1817 y 1818 a través de los Vidarte, de forma que los principios liberales pudieron incluirse en dichas Cortes. Al ser rehabilitado políticamente en el Trienio liberal, intentó infructuosamente conseguir el Consulado general de Francia, y logró en cambio que las cortes reconocieran públicamente su labor y el puesto de Ministro del Tribunal especial de Guerra y Marina. Reeditó algunas de sus obras, relató el juicio político a que había sido sometido en Defensa de los dieciséis cargos hechos por don José de Valdenebro, Pamplona, 1820 y escribió nuevos artículos en 1821 para El Liberal Guipuzcoano, pero falleció la víspera de Navidad en Pamplona.

## Obras
- Cartas sobre los asuntos más exquisitos de la economía política, Madrid (tomo I, 1789; tomo II, 1794) y Pamplona (1821).
- Lecciones ligeras de química, Madrid, 1791.
- Miscelánea, Madrid, 1783, segunda edición 1793; es un conjunto de opúsculos y disertaciones reunidos para su publicación.
- Memorias leídas en la Real Academia de las Ciencias de París sobre la edificación de hospitales, Madrid, 1793.
- Cartas sobre la policía, Madrid, 1801.
- Carta sobre lo que debe hacer un príncipe que tenga colonias a gran distancia, Filadelfia, 1803.
- Apuntes ligeros sobre los Estados Unidos de la América septentrional, 1804.
- Observaciones sobre algunos puntos de la obra de Don Quijote, Londres, pero Filadelfia, 1807.
- Cartas presentadas a la Sociedad Filosófica de Philadelphia, Filadelfia, 1807.
- Apuntes ligeros sobre la Nueva Constitución proyectada por la Majestad de la Junta Suprema de España y reformas que intenta hacer en las leyes
- Cartas sobre varias materias políticas, Santiago de Compostela, 1811
- Ligeras observaciones sobre el proyecto de Nueva Constitución, La Coruña, 1811.
- Cartas sobre la obra de Rousseau titulada Contrato social, La Coruña, 1814
- Defensa de los dieciséis cargos hechos por don José de Valdenebro, Pamplona, 1820.